# L・H・クラーセン

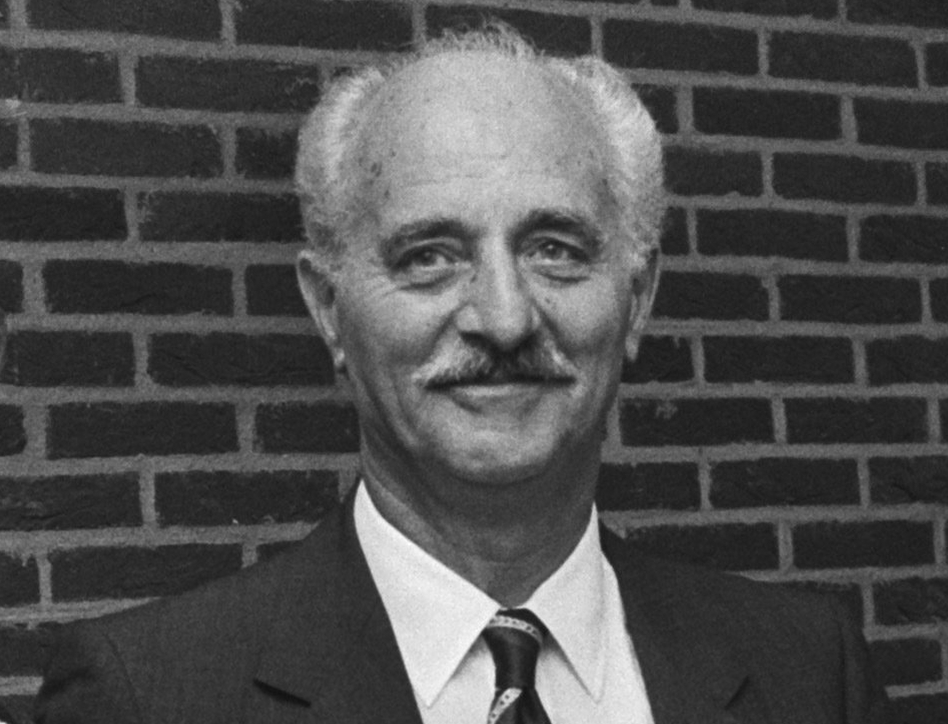
L・H・クラーセン

L・H・クラーセン (L. H. Klaassen)、レオ・クラーセン (Leo Klaassen) として知られた、レオナルドゥス・ヘンドリック・クラーセン（Leonardus Hendrik Klaassen、1920年6月21日 - 1992年12月24日）は、オランダの都市人口学者。「クラッセン」という日本語表記もある。

## 経歴
クラーセンはロッテルダムに生まれ、同地のオランダ経済大学（Nederlandse Economische Hogeschool, NEH：エラスムス・ロッテルダム大学の前身のひとつ）に学んだ。
1944年、クラーセンはヤン・ティンバーゲンの下で、オランダ経済研究所に加わった。以降、クラーセンは永くこの研究所で都市の戦後復興や開発に関わる研究に従事し、後には所長も務めた。エラスムス大学教授、De Economist編集委員でもあった。

## 都市の発展段階論
クラーセンは1980年代に、ヨーロッパの148都市のデータの分析を通して「都市の発展段階論」の循環モデルを提唱し、注目された。これは、都市が時間の経過の中で、都市化→郊外化→逆都市化→再都市化を繰り返すとするものであった。
クラーセンの発展段階サイクルのモデルは、その後さまざまな議論を呼んだが、近年では「時代遅れ」ともされる。